# Gueldenstaedtia guangxiensis
Gueldenstaedtia guangxiensis là một loài thực vật có hoa trong họ Đậu. Loài này được W.L.Sha & X.X.Chen miêu tả khoa học đầu tiên.